# Cristopher Mansilla
Mansilla  Almonacid est un nom espagnol. Le premier nom de famille, en général paternel, est Mansilla ; le second, en général maternel, souvent omis, est Almonacid.
Cristopher Javier Mansilla Almonacid, né le 24 mai 1990 à Punta Arenas et mort le 10 mai 2021 à Puerto Natales, est un coureur cycliste chilien, spécialiste de la piste et de la route. 

## Biographie
Au mois de janvier 2016, Cristopher Mansilla dispute le Tour de San Luis avec sa sélection nationale. Il reste en Argentine et, début février, dispute la Doble Bragado dont il remporte la deuxième étape.

### Mort
Cristopher Mansilla décède le 10 mai 2021 à Puerto Natales des suites du COVID-19, quatorze jours avant son 31ème anniversaire. 

## Palmarès sur piste

### Championnats du monde
- Melbourne 2012
  - 13e de l'omnium

### Championnats panaméricains
- Montevideo 2008
  -  Médaillé d'or de la vitesse par équipes (avec Cristian Concha et Pablo Concha)
- Medellín 2011
  -  Médaillé d'or de l'américaine (avec Antonio Cabrera)
  -  Médaillé d'argent du scratch
- Mar del Plata 2012
  -  Médaillé d'or de l'américaine (avec Antonio Cabrera)
- Aguascalientes 2014
  -  Médaillé d'argent de l'omnium
  -  Médaillé de bronze du scratch
- Santiago 2015
  -  Médaillé de bronze du scratch

## Palmarès sur route

### Par années
- 2010
  - 2e du championnat du Chili du contre-la-montre espoirs
  - 3e du championnat du Chili sur route espoirs
- 2011
  - 9e étape du Tour du Chili
- 2012
  - 1re (contre-la-montre par équipes) et 8e étapes du Tour du Chili
- 2013
  - 3e et 4e étapes de la Rutas de América
- 2015
  - 7eb étape de la Doble Bragado
  - 3e et 4e étapes du Tour de Mendoza
- 2016
  - 2e étape de la Doble Bragado
- 2018
  -  Médaillé de bronze du champion panaméricain sur route

### Classements mondiaux
| Année            | 2011 | 2012 | 2013 | 2014 | 2015 | 2016 | 2017 |
| ---------------- | ---- | ---- | ---- | ---- | ---- | ---- | ---- |
| UCI America Tour | 182e | 216e |      |      |      |      |      |
| UCI Asia Tour    |      |      |      |      |      |      | 539e |